# Општина Баја де Фијер
Баја де Фијер (рум. Baia de Fier) општина је у Румунији у округу Горж.
Oпштина се налази на надморској висини од 607 m.